# Emoia pseudocyanura
Emoia pseudocyanura este o specie de șopârle din genul Emoia, familia Scincidae, descrisă de Brown 1991. Conform Catalogue of Life specia Emoia pseudocyanura nu are subspecii cunoscute.